# SN 2009ih
SN 2009ih – supernowa typu Ia-pec odkryta 21 sierpnia 2009 roku w galaktyce M+07-33-12. W momencie odkrycia miała maksymalną jasność 17,30m.